# Chester Carlson
Chester Floyd Carlson (Seattle, 8 febbraio 1906 – New York, 19 settembre 1968) è stato un fisico, avvocato, inventore e filantropo statunitense.
È stato l'inventore della tecnica elettrofotografica, meglio conosciuta come xerografia, su cui si basano le moderne fotocopiatrici nonché le stampanti laser. Con notevole caparbietà è riuscito a superare le difficoltà tecniche e l'indifferenza delle aziende che avrebbero potuto commercializzare la sua invenzione, riuscendo infine a portarla sul mercato, rivoluzionando il concetto di diritto d'autore e accumulando una notevole fortuna.